# Zeitschrift für Soziologie
Die Bielefelder Zeitschrift für Soziologie (ZfS) ist eine führende deutsche soziologische Fachzeitschrift.

## Geschichte
Die Gründung der Zeitschrift für Soziologie im Jahr 1971 geht auf das insbesondere von Helmut Schelsky angeregte Konzept der Reformuniversität Bielefeld zurück. Ihr erster Redakteur war Rolf Klima. Sie erscheint derzeit vier Mal im Jahr und veröffentlicht pro Heft in der Regel fünf bis sechs Forschungsartikel, bisweilen aber auch kürzere Forschungsnotizen und soziologische Essays.
Die ZfS wird von einem sechsköpfigen Herausgebergremium geleitet. Herausgeber amtieren jeweils für einen Zeitraum von vier Jahren.
Mit Beginn des Jahres 2022 wurde die Zeitschrift für Soziologie jahrgangsweise in eine diamantene Open-Access-Zeitschrift überführt. Alle Artikel erscheinen seither ohne Zeitverzug unter der Creative-Commons-Lizenz CC-BY. Für Autoren entstehen keine Publikationskosten.
Die Open-Access-Transformation erfolgt auf der Basis von Subscribe-to-Open, eines alternativen Modells, das durch die Weiterführung bestehender Abonnements die vollständige Open-Access-Transformation von Zeitschriften ermöglicht. Voraussetzung dafür ist, dass die Abonnements im bisherigen Umfang fortgeführt werden. Die Herausgeber der Zeitschrift für Soziologie und der Verlag De Gruyter danken daher allen Abonnenten für die Unterstützung, die die Umstellung auf den Open Access möglich macht.

## Peer-Review
Artikel, die in der ZfS veröffentlicht werden, durchlaufen einen aufwändigen anonymisierten Peer-Review-Prozess. Das Herausgebergremium trifft sich viermal im Jahr, um über die eingegangenen Manuskripte zu diskutieren und Publikationsentscheidungen zu treffen. Im Verlauf dieses Prozesses bewerten sowohl die sechs Herausgeber als auch in der Regel zwei bis drei zusätzliche externe Fachgutachter die eingegangenen Manuskripte schriftlich, bevor im Rahmen einer mündlichen Diskussion im Herausgeberkreis Entscheidungen über die Annahme oder Ablehnung von Texten gefällt werden. Nach Abschluss des Begutachtungsverfahren erhalten alle Autoren eine ausführliche Stellungnahme zu ihren Manuskripten, unabhängig vom jeweiligen Ausgang des Verfahrens. Diese Stellungnahme enthält Ausschnitte aus den Herausgebervoten und den Text der Fachgutachten.

## ZfS-FORUM
ZfS-FORUM, das von 2009 bis 2011 erschien, war eine eigenständige und frei zugängliche Publikationsreihe der Zeitschrift für Soziologie. ZfS-FORUM widmete sich der Diskussion aktueller soziologischer Forschungsansätze und Forschungsergebnisse. Es bot Soziologinnen und Soziologen die Möglichkeit, über in der Zeitschrift für Soziologie veröffentlichte Forschungsartikel und über diese hinaus in einen öffentlichen wissenschaftlichen Dialog zu treten.